# 金子太郎 (俳優)
金子 太郎（かねこたろう、1974年8月3日 - ）は、日本の俳優。大阪府出身、東映俳優養成所45期生。アークエムプロモーション所属。身長180cm、体重68kg。趣味・特技は乗馬、殺陣、流鏑馬。

## 出演

### テレビ
- 剣客商売
- 水戸黄門
- 暴れん坊将軍
- 巷説百物語
- イブの贈り物
- 警視庁失踪人捜査課
- 相棒 Season 9

### 映画
- あずみ2
- 蒼き狼 〜地果て海尽きるまで〜
- 大帝の剣
- ゲゲゲの鬼太郎